# Club Oriental
Club Oriental jest paragwajskim klubem piłkarskim z siedzibą w mieście Asunción, w dzielnicy Ricardo Brugada.

## Osiągnięcia
- Mistrz drugiej ligi paragwajskiej: 1981
- Mistrz trzeciej ligi paragwajskiej (3): 1963, 1967, 1998

## Historia
Klub założony został 12 marca 1912 roku. W roku 1981 oddano do użytku stadion klubu Estadio Oriental. W 1983 roku klub spadł do drugiej ligi i jak dotąd do niej nie wrócił. Obecnie w sezonie 2006 Oriental występuje w czwartej lidze paragwajskiej Segunda de Ascenso.